# مروان بشارة
مروان بشارة هو محلل و كاتب فلسطيني-إسرائيلي. وهو محرر ومقدم برنامج إمباير في قناة الجزيرة الإنجليزية. وهو أخ المفكر عزمي بشارة. عمل سابقا أستاذ العلاقات الدولية في الجامعة الأمريكية في باريس وزميل لمدرسة الدراسات العليا في العلوم الاجتماعية.

## وصلات خارجية
- مقالات مروان بشارة في الجزيرة.كوم
- مقالات مروان بشارة في هفينغتون بوست
- تأثير الاستيطان على عملية السلام، ما وراء الخبر، قناة الجزيرة، 13 يونيو 2013
- القمة الروسية الأوروبية والملف السوري، ما وراء الخبر، قناة الجزيرة، 4 يونيو 2012
- كيف يرى الغرب الثورات العربية، في العمق، قناة الجزيرة، 16 مايو 2012
- حوار مع الدكتور مروان بشارة حول الثورات العربية، برنامج "حوار"، فرانس 24، 30 أبريل 2012